# Ораховица (Бијело Поље)
Ораховица је насеље у општини Бијело Поље у Црној Гори. Према попису из 2003. било је 479 становника (према попису из 1991. било је 601 становника).

## Демографија
У насељу Ораховица живи 347 пунолетних становника, а просечна старост становништва износи 35,9 година (36,2 код мушкараца и 35,6 код жена). У насељу има 130 домаћинстава, а просечан број чланова по домаћинству је 3,68.
Становништво у овом насељу веома је хетерогено, а у последња три пописа, примећен је пад у броју становника.
|  |

| Демографија | Демографија | Демографија |
| Година      | Становника  | Становника  |
| ----------- | ----------- | ----------- |
|             |             |             |
|             |             |             |
|             |             |             |
|             |             |             |
| 1948.       | 733         |             |
| 1953.       | 799         |             |
| 1961.       | 880         |             |
| 1971.       | 870         |             |
| 1981.       | 790         |             |
| 1991.       | 601         | 598         |
| 2003.       | 521         | 479         |
|             |             |             |

| Етнички састав према попису из 2003.‍ | Етнички састав према попису из 2003.‍ | Етнички састав према попису из 2003.‍ | Етнички састав према попису из 2003.‍ | Етнички састав према попису из 2003.‍ |
| ------------------------------------ | ------------------------------------ | ------------------------------------ | ------------------------------------ | ------------------------------------ |
|                                      |                                      |                                      |                                      |                                      |
| Срби                                 | Срби                                 |                                      | 210                                  | 43,84%                               |
| Црногорци                            | Црногорци                            |                                      | 123                                  | 25,67%                               |
| Муслимани                            | Муслимани                            |                                      | 82                                   | 17,11%                               |
| Бошњаци                              | Бошњаци                              |                                      | 41                                   | 8,55%                                |
| непознато                            | непознато                            |                                      | 18                                   | 3,75%                                |

| Година пописа     | 1948. | 1953. | 1961. | 1971. | 1981. | 1991. | 2003. |
| ----------------- | ----- | ----- | ----- | ----- | ----- | ----- | ----- |
| Број домаћинстава | 141   | 145   | 151   | 157   | 157   | 151   | 131   |

| Број чланова      | 1   | 2  | 3  | 4  | 5  | 6  | 7  | 8 | 9 | 10 и више | Просек |
| ----------------- | --- | -- | -- | -- | -- | -- | -- | - | - | --------- | ------ |
| Број домаћинстава | 130 | 19 | 29 | 21 | 18 | 13 | 16 | 8 | 5 | 0         | 1      |

| Пол    | Укупно | Неожењен/Неудата | Ожењен/Удата | Удовац/Удовица | Разведен/Разведена | Непознато |
| ------ | ------ | ---------------- | ------------ | -------------- | ------------------ | --------- |
| Мушки  | 197    | 82               | 98           | 9              | 2                  | 6         |
| Женски | 184    | 57               | 109          | 14             | 0                  | 4         |
| УКУПНО | 381    | 139              | 207          | 23             | 2                  | 10        |

| Пол    | Укупно                    | Пољопривреда, лов и шумарство | Рибарство                            | Вађење руде и камена | Прерађивачка индустрија       |
| ------ | ------------------------- | ----------------------------- | ------------------------------------ | -------------------- | ----------------------------- |
| Мушки  | 80                        | 40                            | 0                                    | 0                    | 8                             |
| Женски | 23                        | 13                            | 0                                    | 0                    | 3                             |
| УКУПНО | 103                       | 53                            | 0                                    | 0                    | 11                            |
| Пол    | Производња и снабдевање   | Грађевинарство                | Трговина                             | Хотели и ресторани   | Саобраћај, складиштење и везе |
| Мушки  | 0                         | 2                             | 0                                    | 0                    | 5                             |
| Женски | 0                         | 0                             | 2                                    | 0                    | 0                             |
| УКУПНО | 0                         | 2                             | 2                                    | 0                    | 5                             |
| Пол    | Финансијско посредовање   | Некретнине                    | Државна управа и одбрана             | Образовање           | Здравствени и социјални рад   |
| Мушки  | 0                         | 0                             | 6                                    | 2                    | 0                             |
| Женски | 0                         | 0                             | 1                                    | 0                    | 0                             |
| УКУПНО | 0                         | 0                             | 7                                    | 2                    | 0                             |
| Пол    | Остале услужне активности | Приватна домаћинства          | Екстериторијалне организације и тела | Непознато            | Непознато                     |
| Мушки  | 2                         | 0                             | 0                                    | 15                   | 15                            |
| Женски | 0                         | 0                             | 0                                    | 4                    | 4                             |
| УКУПНО | 2                         | 0                             | 0                                    | 19                   | 19                            |